# Sinularia conferta
Sinularia conferta är en korallart som först beskrevs av James Dwight Dana 1846.  Sinularia conferta ingår i släktet Sinularia och familjen läderkoraller. Inga underarter finns listade i Catalogue of Life.